# Чернявский, Мишель
Мишель Чернявский (англ. Mischel Cherniavsky; 2 ноября 1893, Умань — 21 февраля 1982, Дьеп) — канадский виолончелист украинского происхождения.

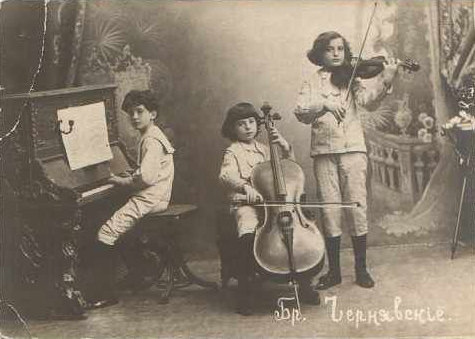
Трио Чернявских (до 1906 года)

Родился в еврейской семье. Отец, Абрам Чернявский (1856—1938), учил музыке всех своих детей и в 1901 году составил из трёх малолетних сыновей, Лео, Яна и Мишеля, фортепианное трио, вплоть до 1906 года успешно гастролировавшее по всей Европе, в 1908—1909 гг. совершившее гастрольный тур по Южной Африке, в 1912—1914 гг. по Индии, Австралии и Новой Зеландии, а в 1916—1918 гг. концертировавшее в Северной Америке. В разное время Мишель Чернявский брал уроки у Александра Вержбиловича в Санкт-Петербурге, Йозефа Зульцера в Вене, Давида Поппера в Будапеште и Херберта Уоленна в Лондоне. Трио Чернявских выступало до 1934 года (соединившись затем ещё раз в 1958 году для гастролей в Южной Африке), в дальнейшем все братья вели сольную карьеру. Критика отмечала в игре Чернявского «зажигательный и изящный стиль, изысканное чувство фразы и богатое разнообразие тонов» (англ. fiery and graceful style, exquisite sense of phrase and rich variety of tone).
С 1919 года был женат на Мэри Энгус Роджерс (1895—1980), дочери канадского предпринимателя Бенджамина Тингли Роджерса.